# Sughd
Sughd, ou Soghd est la province la plus septentrionale du Tadjikistan. Sa capitale est la ville de Khodjent. Son nom est lié à la Sogdiane historique.

## Histoire
La province est l'héritière de l'oblast de Leninabad, fondée en 1939 dans la République socialiste soviétique du Tadjikistan et dont la capitale administrative était la ville de Leninabad. Elle fut d'abord renommée oblast de Leninobod en 1991, avant de devenir la province de Sughd en 2000.

## Villes
- Isfara
- Istaravchan
- Pendjikent
- Shurab